# Ethlyne Clair
Ethlyne Clair (23 de noviembre de 1904-27 de febrero de 1996) fue una actriz cinematográfica estadounidense. 

## Resumen biográfico
Nacida en Talladega, Alabama, actuó principalmente en el cine mudo, incluyendo varios westerns en los que interpretaba a la enamorada de Hoot Gibson. Entre 1927 y 1928 trabajó en la serie cinematográfica Newlyweds, en la que le sucedió Derelys Perdue. También actuó en los seriales The Vanishing Rider (1928) y Queen of the Northwoods (1929). En 1929 fue elegida una de las WAMPAS Baby Stars.
Estuvo casada con Richard Lonsdale Hinshaw, con el cineasta Ern Westmore y con Merle Arthur Frost Jr. Falleció en 1996 en Los Ángeles, California, a causa de las complicaciones aparecidas tras una intervención quirúrgica.